# Tetrapus mexicanus
Tetrapus mexicanus är en stekelart som beskrevs av Grandi 1952. Tetrapus mexicanus ingår i släktet Tetrapus och familjen fikonsteklar. Inga underarter finns listade i Catalogue of Life.